# テレサ・ライト
テレサ・ライト（Teresa Wright, 本名: Muriel Teresa Wright, 1918年10月27日 - 2005年3月6日）は、アメリカ合衆国ニューヨーク出身の女優。

## 来歴

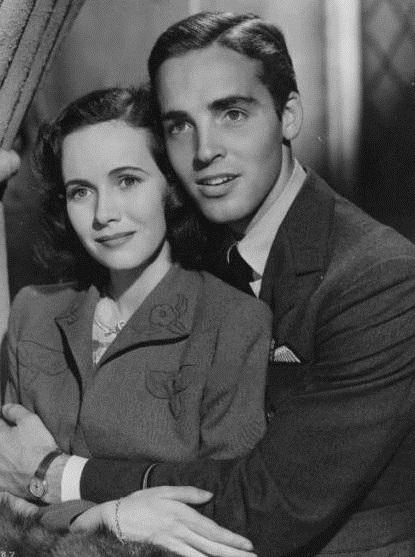
映画『ミニヴァー夫人』（1942年）の広報用写真。リチャード・ネイとともに

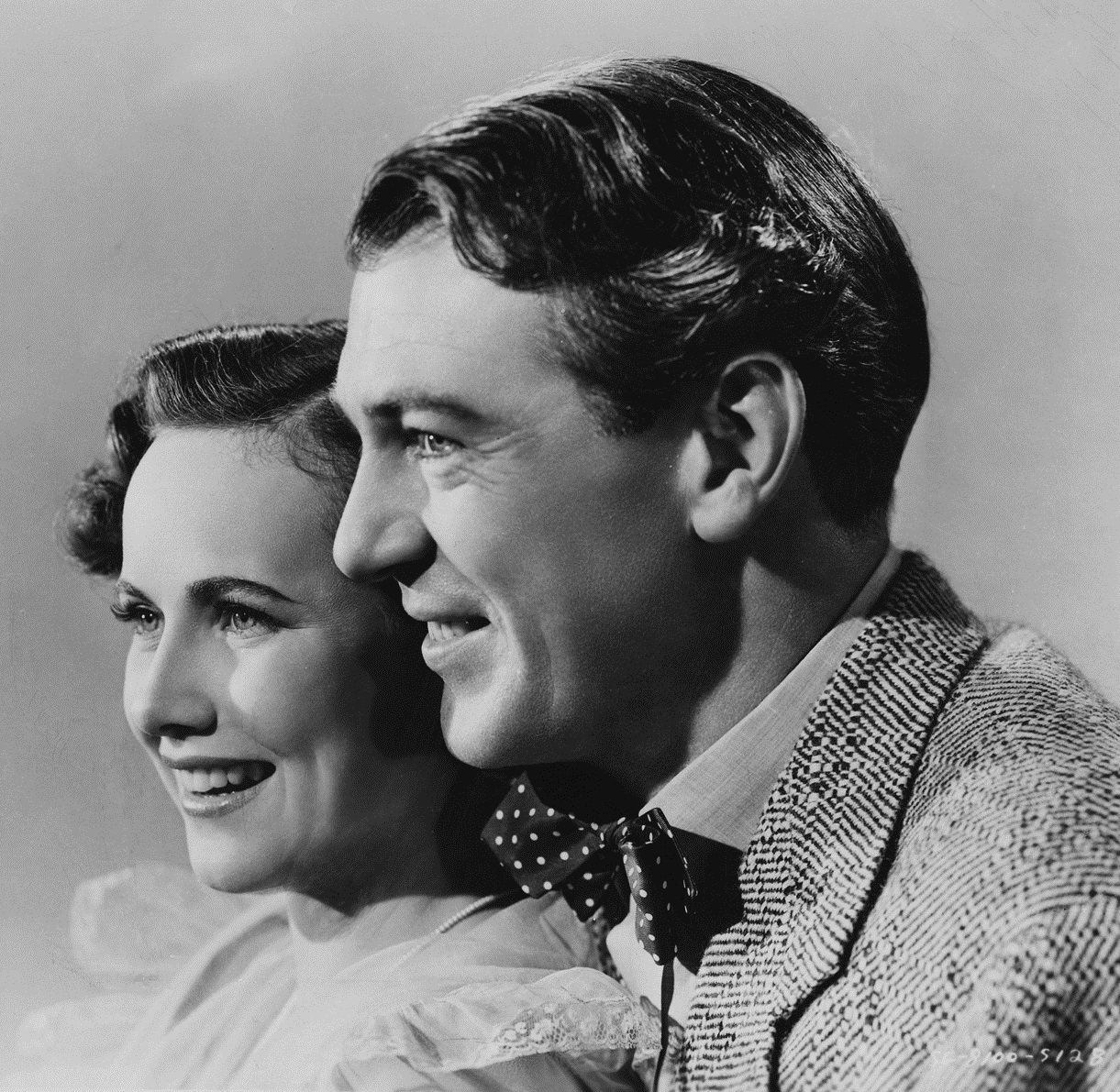
映画『打撃王』（1942年）の広報用写真。ゲイリー・クーパーとともに

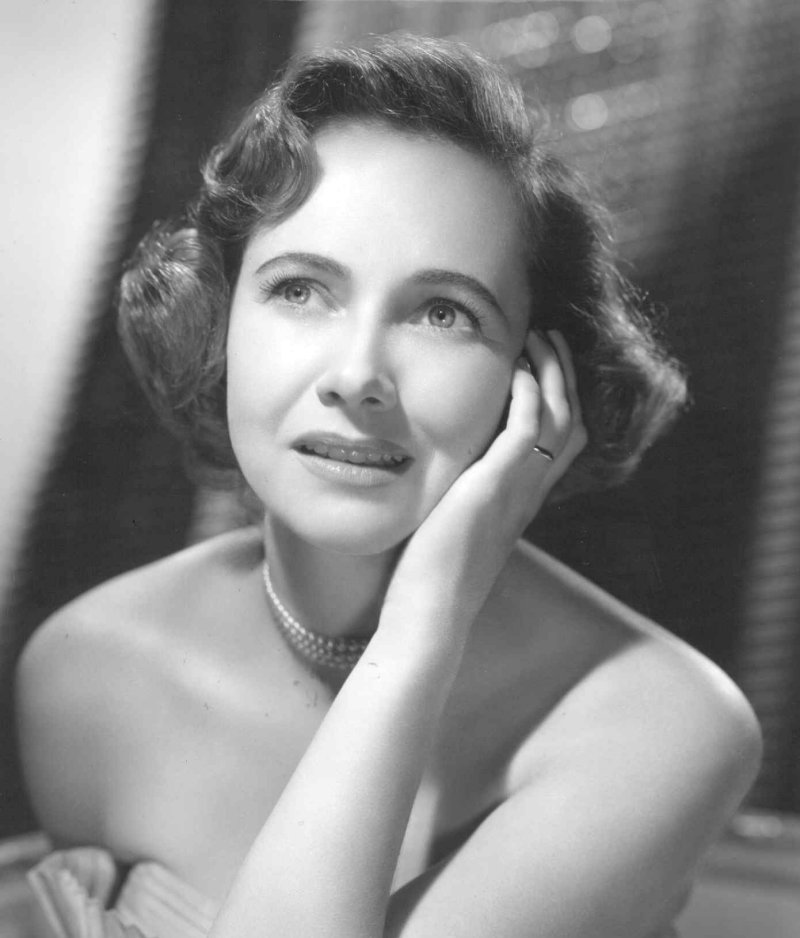
1953年撮影の広報用写真

ハーレムで生まれ、ニュージャージー州で育つ。高校在学中から劇団に参加し、卒業後に舞台に立つようになる。
演技派として知られ、映画初出演となった1941年の『偽りの花園』で早くもアカデミー助演女優賞にノミネートされ、翌1942年の『ミニヴァー夫人』でアカデミー助演女優賞を受賞した。また、同年製作されたメジャーリーグベースボール（MLB）の名選手ルー・ゲーリッグの半生を描いた野球映画『打撃王』でもゲーリッグ（ゲイリー・クーパー）の妻エレノア夫人役を熱演してデビュー作から3作品連続でアカデミー賞（アカデミー主演女優賞）にノミネートされている。
1956年10月15日、『二人の可愛い逃亡者』の日本ロケ（京都・奈良）のため訪日。約2ヵ月間滞在し、12月22日に離日。
1942年に結婚するが、1952年に離婚。2005年に心臓発作により亡くなる。
1998年に、56年前に製作された映画『打撃王』に出演した縁で始球式に呼ばれたが、彼女はそれまでに一度も野球の試合を観戦したこともないことを明かした。しかし、27歳の孫息子ヨナ･スミスを伴って始球式のためにヤンキー・スタジアムを訪れ、ニューヨーク・ヤンキースのファンや選手、監督、オーナーらに温かく迎えられてからは熱烈なヤンキースファンとなり、野球の試合を観戦することにはまり、息子テリーと一緒にしばしば球場を訪れるようにもなった。その翌年、80歳になったライトはデレク・ジーターやバーニー・ウィリアムスのような才能ある選手のプレーを観て大きな喜びを得ていると語っている。そして、ボックススコアについて学び始め、1941年の死亡当時はどれほどの偉大な存在だったか理解していなかったルー・ゲーリッグについて「ロールモデル」（模範的人物）として尊敬の念を抱くようになり、彼のお別れのスピーチの一部も暗唱することが出来るようになった。
2005年7月5日、亡くなってから4ヵ月後に開催されたヤンキースのオールドタイマーズ・デーで行われた点呼では、『打撃王』での健気な賢夫人役の熱演で映画を大ヒットに導いた彼女の功績に敬意を表し、他のヤンキースの偉大な元名選手らとともにその名前が読み上げられた。

## 主な出演作品
| 公開年 | 邦題 原題                                            | 役名                     | 備考                           |
| ------ | ---------------------------------------------------- | ------------------------ | ------------------------------ |
| 1941   | 偽りの花園 The Little Foxes                          | アレクサンドラ           | アカデミー助演女優賞ノミネート |
| 1942   | ミニヴァー夫人 Mrs. Miniver                          | キャロル                 | アカデミー助演女優賞受賞       |
| 1942   | 打撃王 The Pride of the Yankees                      | エレノア・トゥイッチェル | アカデミー主演女優賞ノミネート |
| 1943   | 疑惑の影 Shadow of a Doubt                           | 若いチャーリー           |                                |
| 1944   | クーパーの花婿物語 Casanova Brown                    | イザベル                 |                                |
| 1946   | 我等の生涯の最良の年 The Best Years of Our Lives     | ペギー・スティーブンソン |                                |
| 1947   | 追跡 Pursued                                         | Thor                     |                                |
| 1948   | 魅惑 Enchantment                                     | Lark Ingoldsby           |                                |
| 1950   | 男たち The Men                                       | エレン                   |                                |
| 1952   | 生きるためのもの Something to Live For               | エドナ・ミラー           |                                |
| 1952   | 征服者 California Conquest                           | ジュリー・ローレンス     |                                |
| 1952   | 11年目の疑惑 The Steel Trap                          | ローリー・オズボーン     |                                |
| 1953   | 暗黒の鉄格子 Count the Hours                         | エレン・バーデン         |                                |
| 1954   | 血ぬられし爪あと/影なき殺人ピューマ Track of the Cat | グレイス・ブリッジス     |                                |
| 1957   | 二人の可愛い逃亡者 Escapade in Japan                 | メアリー・サンダース     |                                |
| 1969   | マイケル・ダグラス/ヒーロー Hail, Hero!              | サンサン・ディクソン     |                                |
| 1969   | ハッピーエンド/幸せの彼方に The Happy Ending         | スペンサー夫人           |                                |
| 1972   | 地下室の侵入者/抑圧された十代 Crawlspace             | アリス・グレイヴス       | テレビ映画                     |
| 1974   | 恐怖のエレベーター/高層ビルパニック The Elevator     | エディス・レイノルズ     | テレビ映画                     |
| 1976   | 大洪水 Flood!                                        | アリス・カトラー         | テレビ映画                     |
| 1977   | ローズランド Roseland                                | メイ                     |                                |
| 1980   | ある日どこかで Somewhere in Time                     | ローラ・ロバーツ         |                                |
| 1988   | 情熱の代償 The Good Mother                           | 祖母                     |                                |
| 1991   | 愛は国境を越えて Lethal Innocence                    | マイラ                   | テレビ映画                     |
| 1997   | レインメーカー The Rainmaker                         | ミス・バーディー         |                                |

## 受賞歴

### アカデミー賞
受賞
1943年 アカデミー助演女優賞:『ミニヴァー夫人』
ノミネート
1942年 アカデミー助演女優賞:『偽りの花園』
1943年 アカデミー主演女優賞:『打撃王』